# 平塚市立神田小学校
平塚市立神田小学校（ひらつかしりつかんだしょうがっこう）は神奈川県平塚市田村6丁目にある公立小学校。

## 沿革
- 1873年（明治6年）6月1日 - 設立開校[1]。
- 1947年（昭和22年） - 学制改革により神田村立神田小学校と改称[3]。
- 1956年（昭和31年）9月30日 - 神田村の平塚市への合併により、平塚市立神田小学校と改称。
- 1965年（昭和40年） - 管理教室棟（校舎南棟・西）を落成[3]。
- 1967年（昭和42年） - 管理教室棟（校舎南棟・東）を落成[3]。
- 1969年（昭和44年） - 体育館を落成[3]。
- 1971年（昭和46年） - 普通教室・特別教室棟（校舎北棟）を落成[3]。
- 1973年（昭和48年） - 普通教室棟（校舎西棟）を落成[3]。
- 1985年（昭和60年） - 普通教室・特別教室棟（校舎中棟）を落成[3]。
- 1999年（平成11年）11月 - 児童用パソコンを設置[4]。
- 2000年（平成12年）6月 - インターネット環境を整備[4]。
- 2009年（平成21年）5月 - 地上デジタル放送対応テレビLAN回線を導入[4]。
- 2017年（平成29年） - プール塗装工事[1]。
- 2019年（令和元年） - 校舎大規模改修工事[1]。
- 2021年（令和3年）3月 - GIGAスクール構想により、児童1人1台のタブレット端末と高速・大容量の通信ネットワークを整備[4]。
- 2023年（令和5年）6月1日 - 創立150周年記念式典挙行し、記念鑑賞教室を開催[5]。

## 通学区域と進学先中学校
出典

### 通学区域
- 田村1丁目（全域）
- 田村2丁目（全域）
- 田村3丁目（全域）
- 田村4丁目（全域）
- 田村5丁目（全域）
- 田村6丁目（全域）
- 田村7丁目（全域）
- 田村8丁目（全域）
- 田村9丁目（全域）
- 四之宮7丁目（全域）

### 進学先中学校
- 平塚市立神田中学校（平塚市田村4丁目）

## アクセス
- 神奈川中央交通
  - 「平51」・「厚55」の各系統と平塚市シャトルバス「横内ルート」で、「神田小学校前」停留所（県道47号線上）より、校地南側の正門（校門）まで、
    - 平塚駅北口・本厚木駅南口行のりばから、徒歩約20m・1分弱。
    - 田村車庫行・市民病院行のりばから、徒歩約220m・約3～4分。
      - なお、田村車庫行・市民病院行のりばから学校正門まで直線距離は約50mほどだが、県道47号を跨ぐ横断歩道が無く、田村自治会館付近にある歩道橋に廻る必要があるため、大きく遠回りとなる。

  - 「平57」・「平157」の各系統で、「神田小学校前」停留所（国道129号線上）より、校地南側の正門（校門）まで、
    - 平塚駅北口行のりばから、徒歩約185m・約3分。
    - 本厚木駅南口・田村車庫行のりばから、徒歩約305m・約5分。
      - なお、本厚木駅南口・田村車庫行のりばから学校敷地まで、国道129号線をはさんで敷地が接し、さらに本厚木駅南口・田村車庫行のりばから学校正門まで直線距離は約135mほどだが、「神田中学校入口」交差点を跨ぐ歩道橋に廻る必要があるため、大きく遠回りとなる。

  - 「平50」・「平53」・「平54」・「平58」・「平153」・「平158」・「厚55」の各系統と平塚市シャトルバス「横内ルート」・「神田ルート」で、「相模神田」停留所（平塚市道(旧国道129号線)上）から、学校東門まで、
    - 本厚木駅南口・田村車庫・リバーサイド前・大神工業団地・ツインシティ大神行のりばから、徒歩約190m・約3分。
    - 平塚駅北口・市民病院行のりばから、徒歩約245m・約4分。
    - 平塚駅北口・市民病院行のりばから、正門（校門）まで徒歩約235m・約4分。

## 学校周辺
- 電子基準点「平塚A」 - 本校敷地内
- 平塚市大気汚染自動測定局 - 本校敷地内
- 国道129号線
  - 国道129号線沿線には、ファミリーレストランなど、ロードサイド店も点在する。
- 神奈川県道47号藤沢平塚線
- 田村自治会館
- JA県域物流センター
- JA全農
  - 中部農機・自動車センター
  - 生活資材配送センター
- JA虹のホール湘南
- 平塚市立神田保育園 - 進学前保育園のひとつ
- 平塚市立神田中学校 - 主な進学先中学校